# Verband deutscher Archivarinnen und Archivare
Der VdA – Verband deutscher Archivarinnen und Archivare e. V. ist ein Fachverband für das Archivwesen in Deutschland. Der Sitz des Verbandes und der Geschäftsstelle befindet sich seit 2006 in Fulda. Die Geschäftsstelle wird seit 2001 hauptamtlich von einem Geschäftsführer geleitet. Vereinszweck des VdA ist laut Satzung (Neufassung vom 25. September 2014) „die Förderung von Wissenschaft, Kultur und Berufsbildung durch aktive und unmittelbare Förderung des Archivwesens und der Information im Interesse der Allgemeinheit, der Kooperation aller Archive und archivischer Einrichtungen sowie der Archivwissenschaft“.
Der VdA, der bis zum Jahr 2000 „Verein deutscher Archivare“ hieß, wurde 1946 gegründet und hat gegenwärtig (2016) rund 2400 persönliche und korporative Mitglieder. Er veranstaltet jährlich den Deutschen Archivtag und seit 2001 (seit 2004 im zweijährlichen Turnus) auch regelmäßig den bundesweiten Tag der Archive.

## Geschichte
Der VdA wurde am 11. Dezember 1946 in Bünde (Westfalen) gegründet und war damit der erste überregionale und archivspartenübergreifende Fachverband des deutschen Archivwesens. Zuvor gab es nur regionale (1896 Vereinigung thüringischer Archivare, Verband der wissenschaftlichen Beamten an preußischen Staatsarchiven) oder fachgruppenspezifische Verbände (1924 Vereinigung der deutschen staatlichen Archivare, 1925 Vereinigung der deutschen nichtstaatlichen Archivare).
Die Kriegsschäden sowie die Auflösung politischer Strukturen nach dem Zweiten Weltkrieg zwangen das Archivwesen zu einem Neuanfang. Auf Einladung der britischen Militärregierung trafen sich am 25. Juni 1946 15 Archivleiter in Bünde. Bei diesem ersten Treffen wurde bereits die Herausgabe eines „Mitteilungsblattes deutscher Archive“ beschlossen.
Bei einem zweiten Zusammentreffen am 11. Dezember 1946 beantragte man bei der Militärregierung die „Begründung einer Berufsorganisation der wissenschaftlichen Archivare Deutschlands“. Deren Aufgaben sollten die Vorbereitung des Deutschen Archivtages sowie die „Fühlungnahme mit dem Gesamtverein der Deutschen Geschichts- und Altertumsvereine“ sein. Dies gilt als Gründungsmoment des VdA. Im Folgejahr konnte der Verband bereits auf die amerikanisch besetzte Zone ausgedehnt werden.
In der Nachkriegszeit nahm der Vorstand des VdA gleichzeitig die Rolle des „Bizonalen Archivausschusses“, später „Deutschen Archivausschusses“, wahr. Dieser sollte als Verbindungsorgan zu den Militärregierungen und Ländern dienen. In den 1950er Jahren wurde der Archivausschuss aufgelöst und von der Archivreferentenkonferenz des Bundes und der Länder abgelöst.
Die Mitgliedschaft im Verband sollte ursprünglich nur Facharchivaren aus dem höheren Dienst vorbehalten sein. Dies widersprach aber dem Ziel, alle Archivsparten zu vertreten: Denn gerade in Wirtschafts-, Kirchen- und Stiftungsarchiven finden sich zahlreiche Archivare, die zwar eine wissenschaftliche, aber keine archivarische Ausbildung aufweisen können. Deswegen wurde die Satzung 1961 und 1978 entsprechend umformuliert, so dass nur die Aufnahme nebenamtlicher Archivare eines besonderen Vorstandsbeschlusses bedarf.

## Vorsitzende
Der/die Vorsitzende des VdA wird von der Mitgliederversammlung aus dem Kreis der Mitglieder für eine Amtszeit von vier Jahren gewählt. Er/sie kann einmal wiedergewählt werden.
| Amtszeit  | Vorsitzender           | Archiv                                           |
| --------- | ---------------------- | ------------------------------------------------ |
| 1946–1952 | Bernhard Vollmer       | Staatsarchiv Düsseldorf                          |
| 1953–1957 | Wilhelm Winkler        | Generaldirektion der staatlichen Archive Bayerns |
| 1957–1961 | Georg Wilhelm Sante    | Hauptstaatsarchiv Wiesbaden                      |
| 1961–1967 | Karl Bruchmann         | Bundesarchiv                                     |
| 1967–1977 | Helmut Dahm            | Archivverwaltung NRW                             |
| 1977–1985 | Eckhart G. Franz       | Staatsarchiv Darmstadt                           |
| 1985–1993 | Hermann Rumschöttel    | Bayerisches Hauptstaatsarchiv München            |
| 1993–2001 | Norbert Reimann        | Westfälisches Archivamt Münster                  |
| 2001–2005 | Volker Wahl            | Hauptstaatsarchiv Weimar                         |
| 2005–2009 | Robert Kretzschmar     | Hauptstaatsarchiv Stuttgart                      |
| 2009–2013 | Michael Diefenbacher   | Stadtarchiv Nürnberg                             |
| 2013–2016 | Irmgard Christa Becker | Archivschule Marburg                             |
| seit 2016 | Ralf Jacob             | Stadtarchiv Halle                                |

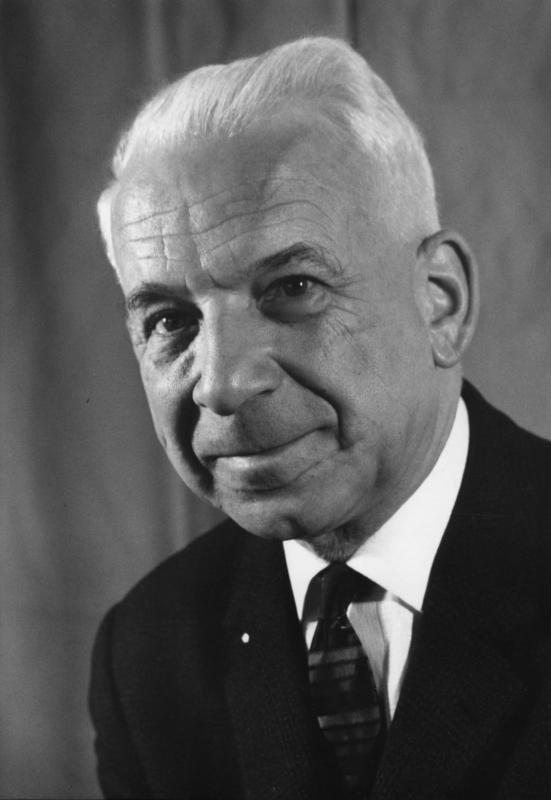
Karl Bruchmann, Vorsitzender 1961–1967

Hauptamtlicher Geschäftsführer ist seit 2001 Thilo Bauer.

## Fachgruppen
Seit der Gründung war die Gleichberechtigung von Archivaren staatlicher und nichtstaatlicher Archive angestrebt. Die Organisation der einzelnen Archivsparten entwickelte sich zunächst jedoch informell innerhalb des Verbandes. Die Wirtschaftsarchive hatten zwar 1957 einen eigenen Verband, die „Vereinigung deutscher Werksarchivare e. V.“ (seit 1975 „Vereinigung deutscher Wirtschaftsarchivar e. V.“), gegründet, dieser blieb aber dem VdA stets eng verbunden. 1961 wurde schließlich eine Änderung der Vereinssatzung beschlossen, um der Diversifikation im Archivwesen auch im VdA Rechnung zu tragen: Die Gliederung des Vereins erfolgte seitdem in sieben Fachgruppen. 1978 wurden auch die „Hochschularchive und Archive wissenschaftlicher Institutionen“ als achte Fachgruppe ergänzt.
Die Mitglieder des VdA unterteilen sich in acht Fachgruppen, die sich im Wesentlichen an den Archivsparten orientieren:
- Fachgruppe 1: Staatliche Archive
- Fachgruppe 2: Kommunale Archive
- Fachgruppe 3: Kirchliche Archive
- Fachgruppe 4: Herrschafts- und Familienarchive
- Fachgruppe 5: Wirtschaftsarchive
- Fachgruppe 6: Archive der Parlamente, politischen Parteien, Stiftungen und Verbände
- Fachgruppe 7: Medienarchive
- Fachgruppe 8: Archive der Hochschulen und wissenschaftlicher Institutionen

Aus den zwischen ein und fünf Personen starken Vorständen dieser Fachgruppen wird der VdA-Gesamtvorstand gebildet.

## Landesverbände
Innerhalb des VdA bestehen zurzeit sieben Landesverbände. Diesen haben zur Aufgabe, besondere archivische Interessen auf Ebene der Bundesländer zu vertreten und als regionale Ansprechpartner für die Mitglieder des VdA und als Ansprechpartner für externe Stakeholder zur Verfügung zu stehen. Ihre besonderen Aufgaben liegen in der Organisation regionaler Archivtage, die dem zentralen fachlichen Austausch unter Archivaren dienen.
Die Organisation der Landesverbände ist in § 10 der VdA-Satzung sowie in eigenen Geschäftsordnungen geregelt. Die Landesverbände sind wie die Fachgruppen nicht rechtlich selbstständig. Eine Einzelmitgliedschaft in den Landesverbänden ist nicht möglich. Mitglieder, die in einem der in Landesverbänden organisierten Gebiete ihren Arbeitsplatz haben, werden automatisch Mitglied des entsprechenden Landesverbands. Die Landesverbände werden durch einen Vorstand geleitet.  Sie sind auf der Mitgliederversammlung antragsberechtigt.   
Zurzeit bestehen folgende Landesverbände:
- Landesverband Berlin
- Landesverband Brandenburg
- Landesverband Hessen
- Landesverband Sachsen
- Landesverband Sachsen-Anhalt
- Landesverband Thüringen

Der Landesverband Mecklenburg-Vorpommern löste sich 2021 auf.

## Arbeitskreise
Für die Arbeit an archivspartenübergreifenden Themen haben sich Arbeitskreise gegründet. Derzeit bestehen sechs Arbeitskreise: 
- Aktenkunde des 20. und 21. Jahrhunderts,
- Archivische Bewertung,
- Archivpädagogik und Historische Bildungsarbeit,
- Ausbildung und Berufsbild,
- Offene Archive,
- Überlieferungen der neuen sozialen Bewegungen[9].

Diese berichten auf dem Deutschen Archivtag von ihren Tätigkeiten. Der Tätigkeitsbericht wird anschließend in der Zeitschrift Archiv – Theorie & Praxis veröffentlicht.

### Aktenkunde des 20. und 21. Jahrhunderts
Der Arbeitskreis Aktenkunde des 20. und 21. Jahrhunderts soll die Hilfswissenschaft Aktenkunde für analoges und digitales Schriftgut fortschreiben. Zu seinen Aufgaben gehört deshalb u. a. die Überprüfung und Erarbeitung von Methodik und Terminologie sowie die Beobachtung von aktuellen Entwicklungen. Ziel des Arbeitskreises ist ein "Leitfaden für Archivare, Records Manager und Archivbenutzer".

### Archivische Bewertung
Der Arbeitskreis archivische Bewertung besteht seit 2001. Seine Hauptaufgabe liegt in der Förderung von Kommunikation über Bewertungsfragen. Dazu sollen theoretische Empfehlungen erarbeitet und zur Diskussion gestellt werden. Bisher hat der Arbeitskreis zwei Positionspapiere veröffentlicht.

### Archivpädagogik und Historische Bildungsarbeit
Seit 1998 existiert der Arbeitskreis Archivpädagogik und Historische Bildungsarbeit. Seitdem bietet er auf den Deutschen Archivtagen eine eigene Veranstaltung an. Außerdem unterstützt er die Archivpädagogenkonferenz und arbeitet an der Etablierung von historischer Bildungsarbeit und Archivpädagogik als fester Aufgabe in Archiven. Er versucht durch methodische Anregungen Hilfen für die praktische Umsetzung zu geben.

### Ausbildung und Berufsbild
Im Arbeitskreis Ausbildung und Berufsbild wird an der Erstellung eines alle Archivsparten übergreifenden Berufsbildes gearbeitet. Nach dessen Erarbeitung besteht die nächste Aufgabe darin, dieses bei entsprechenden Multiplikatoren (Industrie- und Handelskammern, Bundesagentur für Arbeit) zu etablieren, um einem zukünftigen Fachkräftemangel entgegenzuwirken.

#### Unterarbeitskreis FaMI/Fachwirt
Außerdem hat sich ein Unterarbeitskreis "FaMI und Fachwirt" konstituiert. Dieser fördert die Wahrnehmung und Kommunikation dieser beiden neuen Berufe untereinander. Hierzu veranstaltet er u. a. jährlich auf dem Deutschen Archivtag einen Workshop zum Erfahrungsaustausch, bei dem nur ausgebildete bzw. in Ausbildung befindliche FaMIs zugelassen sind.

#### Unterarbeitskreis archivarische Fachaufgaben
Der Unterarbeitskreis archivarische Fachaufgaben beschäftigt sich mit der Frage, welche Tätigkeiten von den verschiedenen Mitarbeitergruppen in den unterschiedlichen Archivtypen ausgeführt werden und wie sie sich im Rahmen der gesamtgesellschaftlichen Herausforderungen verändern.

### Offene Archive
Der im Herbst 2016 eingerichtete Arbeitskreis Offene Archive ging aus der Expertengruppe Social Media und Öffentlichkeitsarbeit des VdA hervor. Er widmet sich aktuellen Entwicklungen von digitalen Kommunikations-, Kollaborations- und Präsentationsmöglichkeiten (Soziale Medien und Blogs) und ihrer Nutzung im Archiv und organisiert entsprechende Veranstaltungen. Die seit 2012 stattfindende Konferenzreihe „Offene Archive“ wurde 2017 erstmals mit durch den VdA ausgerichtet.

### Überlieferungen der neuen sozialen Bewegungen
Der Arbeitskreis Überlieferungen der neuen sozialen Bewegungen besteht seit 2009. Er soll die Kommunikation „zwischen den verschiedenen Archivwelten“ verbessern und die Bedeutung dieser Archive intensiver kommunizieren. Praktisch beschäftigt sich der Arbeitskreis mit den Problemen freier Archive, der Erstellung eines Handbuchs sowie Unterstützungsmöglichkeiten durch den VdA.

## Veranstaltungen
Der VdA richtet jährlich an wechselnden Orten den Deutschen Archivtag aus. Dieser besteht neben einer Vielzahl von archivfachlichen Vorträgen auch aus Fortbildungsveranstaltungen und Workshops. Auch die Mitgliederversammlung findet in dessen Rahmen statt und die Arbeitskreise berichten von ihrer Tätigkeit. Auf demselben Gelände findet auch die Archivistica statt, eine Messe für Archivtechnik, -ausstatter und -dienstleister.
Für den Tag der Archive legt der VdA das Datum sowie – in Absprache mit seinen Mitgliedern – das Motto fest. Außerdem bietet er den teilnehmenden Archiven eine zentrale Öffentlichkeitsarbeit in Form von Plakat- und Flugblattvordrucken an.

## Publikationen
Die Vereinsmitteilungen erscheinen in der Zeitschrift Archiv – Theorie & Praxis, gemeinsam herausgegeben vom VdA und dem Landesarchiv Nordrhein-Westfalen, Abteilung Rheinland (Duisburg). Die Vorträge der Archivtage werden in jährlichen Tagungspublikationen abgedruckt. Außerdem erscheinen unregelmäßig Veröffentlichungen zum Berufsbild des Archivars.